# ホアキン・ファウンソロ
ホアキン・ファウンソロ（Joaquín Jaunsolo、1998年9月12日 - ）は、スーペル・ラグビー・アメリカス、ペニャロール・ラグビーに所属するラグビーユニオン選手。

## プロフィール
- ウルグアイ・モンテビデオ出身[1]。
- ポジションはプロップ(PR)。
- 身長 183cm、体重 102kg
- U20ウルグアイ代表に選ばれたことがある[2]。
- ウルグアイ代表キャップは2（2025年4月現在）でラグビーワールドカップ2019のウルグアイ代表に選ばれた[3]。

## 略歴
2020年、ペニャロールに加入。